# Lijst Smolders Tilburg
Lijst Smolders Tilburg (LST) is een Nederlandse lokale politieke partij in de gemeente Tilburg.
Bij de gemeenteraadsverkiezingen van 2006 haalde de LST 11,9 procent van de stemmen (vijf zetels) in de Tilburgse gemeenteraad.
Hans Smolders heeft met zijn fractie de Tilburgse wachtgeldregeling voor gepensioneerde oud-raadsleden ter discussie gesteld. De regeling was strijdig met landelijke kaders. De raad volgde Smolders hier in meerderheid in, waarna de bestaande regeling per direct is stopgezet.

## Partijgeschiedenis
In december 2007 liet de partij weten haar vijf zetels tot mei 2008 onbezet te houden in de raadszaal. Fractievoorzitter Smolders beschuldigde het College van B&W van onverantwoordelijke geldverkwisting voor het "toekomstige theater" van de Tilburgse Adje. Ook collega-raadslid, VVD'er Marc Verstraeten, beklaagde zich hierover en besloot per 28 januari 2008 om zijn werkzaamheden neer te leggen. Op 14 april 2008 trok ook het CDA zijn steun aan de plannen in, wat leidde tot de val van het college.
Op 11 oktober 2008 maakte een woordvoerder van Justitie bekend dat zij gingen onderzoeken of Smolders opnieuw vervolgd zou gaan worden, ditmaal vanwege het lekken van de salarissen van medewerkers van het "Adje-Theater". Smolders maakte op 17 januari 2010 bekend niet verder te willen als raadslid. Als gevolg daarvan nam de LST niet deel aan de gemeenteraadsverkiezingen van maart 2010.
Op 19 maart 2014 deed de LST weer mee aan de Tilburgse gemeenteraadsverkiezingen. Ze werd de derde partij met wederom vijf zetels in de gemeenteraad en met Smolders als raadslid.
Lijst Smolders werd de grootste partij geworden bij de verkiezingen van 21 maart 2018. In 2022 behaalde LST zes zetels.